# Sauce charcutière
La sauce charcutière ou parfois sauce à la charcutière est composée d'une base de sauce au vin blanc, moutardée, avec ou sans coulis de tomate, additionnée de cornichons hachés. Elle est souvent servie avec des grillades de porc,,. La côte de porc charcutière est un plat populaire de la cuisine française.

## Dénomination

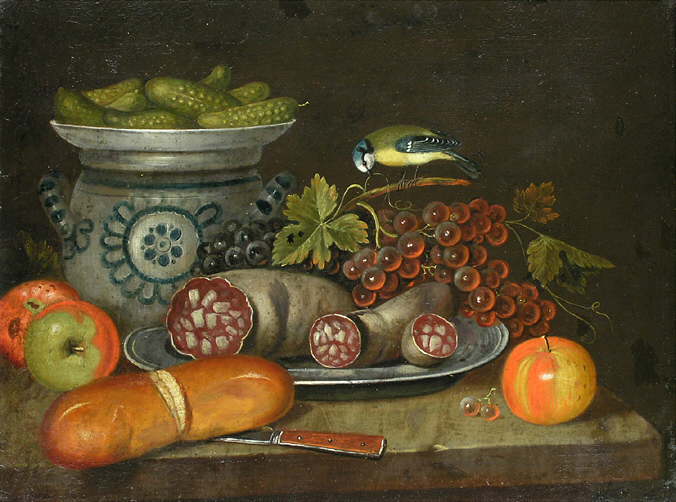
charcuterie et cornichons

L'adjectif charcutière qualifie cette sauce car elle était un classique des charcutiers depuis le XIXe siècle, il désigne aussi les spécialités à base de porc: la garniture charcutière est celle des choucroutes, de la salade strasbourgeoise à base de pommes de terre. Gérard Schuffenecker (1997) écrit «la garniture charcutière est sans limite. Des quenelles de foie aux divers boudins, du jarret à la saucisse à frire, les cochonnailles...». La terrine charcutière le plus souvent à base de canard, n'a pas de définition précise, elle désigne aussi le récipient.
Le français sauce charcutière est utilisée en anglais, on lit souvent charcutière sauce . Le pork with pomme purée and charcutière sauce de la BBC est richement crémé. L'allemand utilise Metzgersauce ou Metzger Sauce, Metzger veut dire boucher ou charcutier.

## Histoire
D'après Austin de Croze (1924) les charcutiers troyens et parisiens se disputent l'origine de cette sauce (la parisienne Marie-Hélène Baylac opte pour les charcutiers parisiens),. On trouve une rare mention de préparation «à la charcutière» dès la seconde moitié du XIXe siècle:  Urbain Dubois (1864) donne des pieds de porc à la charcutière dans le chapitre charcuterie de sa Cuisine classique (ce sont alors des pieds de porcs panés et grillés sans cornichons ni vin blanc). Pour autant l'association du porc grillé et de la sauce aux cornichons est plus ancienne. 

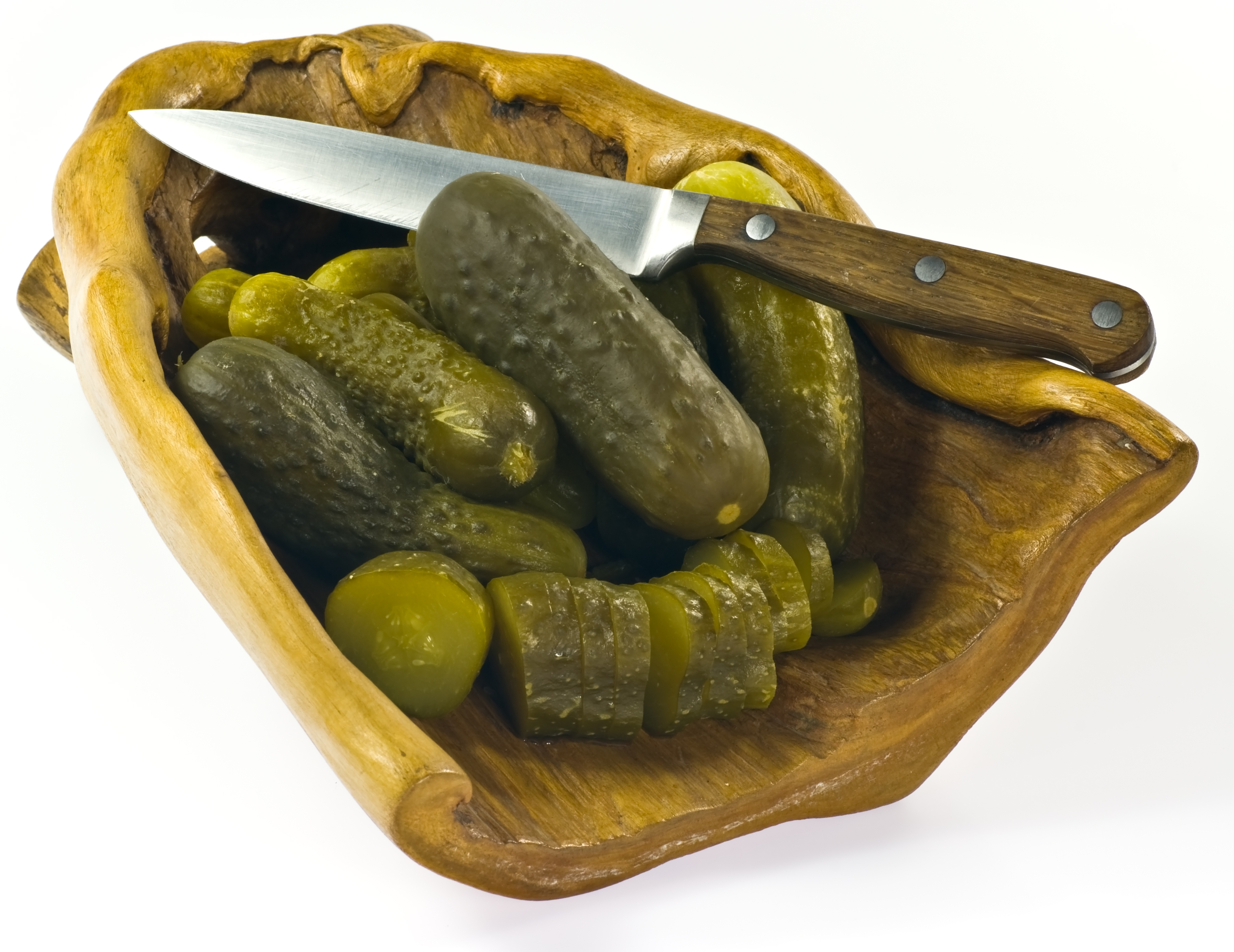
Les cornichons au vinaigre accompagnent les viandes depuis très longtemps

En 1715, Helvétius recommande aux convalescents les viandes (de veau, de porc) aux cornichons comme «humectantes et rafraichissantes». La vieille cuisine agrémentait ses viandes de cornichons (côtelette de veau à la Choisi et leur farce aux cornichons - 1750 - Porc salé aux cornichons - 1756 - ) ,.  En 1816, Cousin d'Avallon écrit dans sa Nouvelle cuisine bourgeoise, recette des côtelettes de cochon sur le gril: «faites-les cuire sur le gril, et servez-les après une parfaite cuisson avec une sauce Robert, ou une sauce aux cornichons». Dans le Manuel du Charcutier d'Elisabeth Celnart (1827) on lit la recette du Carré de cochon au ragoût de cornichons très proche du porc charcutière actuel (avec des champignons et sans tomates à cette époque). En 1892, apparait la sauce charcutière dans la Leipziger Zeitung (filet de porc sauce charcutière).
C'est à partir de 1890 que les côtes de porc charcutière entrent dans les menus des restaurants à petits prix et bouillons parisiens en plat du jour à 60 centimes. En 1908, la sauce charcutière est détaillée par le Livre de cuisine militaire en garnison (avec tomate et moutarde, ce manuel l'utilise sur du bœuf). Elle conserve une connotation «simple et bon marché» comme la qualifie Cuisine et Vins de France (1999), «populaire car sans câpres» dit Austin de Croze,.
La Gironde du 5 décembre 1902 en donne la recette détaillée: faire sauter le côtes, revenir échalote et champignons hachés avec de la farine, mouiller de vinaigre et de vin blanc et réduire. Au moment de servir compléter la sauce avec moutarde, cornichons, câpres et persil. En 1904, apparait la tête de porc charcutière, en 1914 une émincée de mouton charcutière, en 1922 des grillades (carbonnade de porc) charcutières avec des tomates dans la sauce,,.

## Variantes et constantes

### la moutarde différencie la sauce charcutière de la sauce piquante aux cornichons

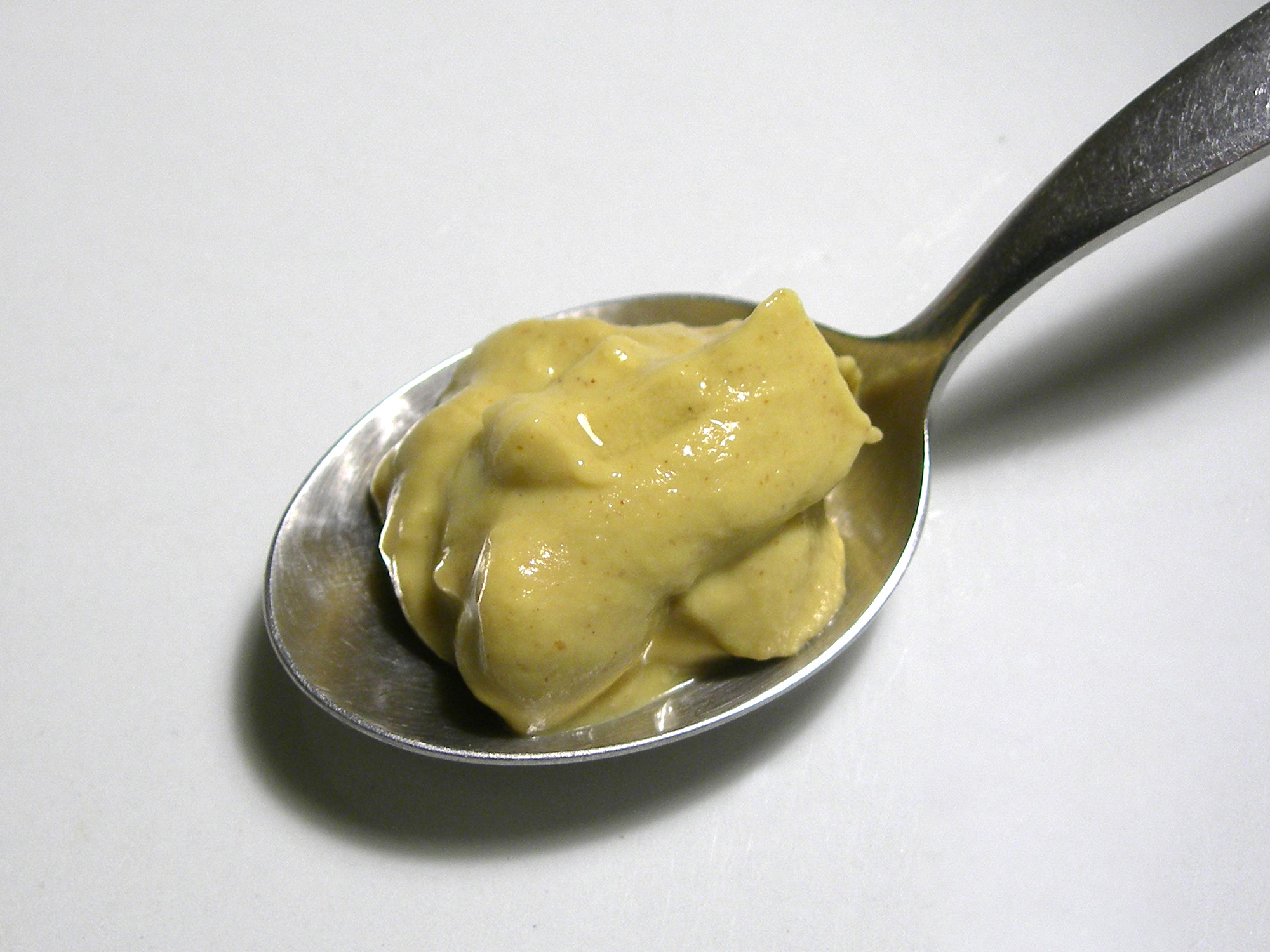
Moutarde et cornichons: façon économique de relever une grillade

Historiquement la sauce piquante est bien antérieure à la sauce charcutière. Sa recette est variable, Menon (1775) donne 3 recettes de sauce piquante (avec vinaigre et échalote et sans piment) avec un petit piment fort chez Viard (1822). L'idée de mettre des cornichons dans la sauce piquante est tout aussi ancienne, Jourdan le Cointe (1790) nappe son entrée de filet de bœuf de sauce piquante aux cornichons (ou aux anchois), Viard de même,. En 1873, le Dictionnaire de Guillaume Belèze (article Cochon, section Côtelettes de cochon) distingue la sauce aux cornichons de la sauce Robert qui est moutardée et donne l'alternative avec cornichons ou câpres. A cette époque (1867) on trouve des recettes de sauce piquante (aux échalotes) avec des cornichons, Nignon l'emploi encore en 1935, sur ses côtes de porc,.
Escoffier (édition 1912) donne la recette de la sauce piquante (vin blanc, vinaigre, échalote, espagnole) qui contient cornichons, persil, cerfeuil et estragon. La différence entre la sauce piquante (aux cornichons) et la sauce charcutière est la moutarde propre à cette seconde. Moutarde forte de Dijon et non moutarde douce.

### avec ou sans coulis de tomate

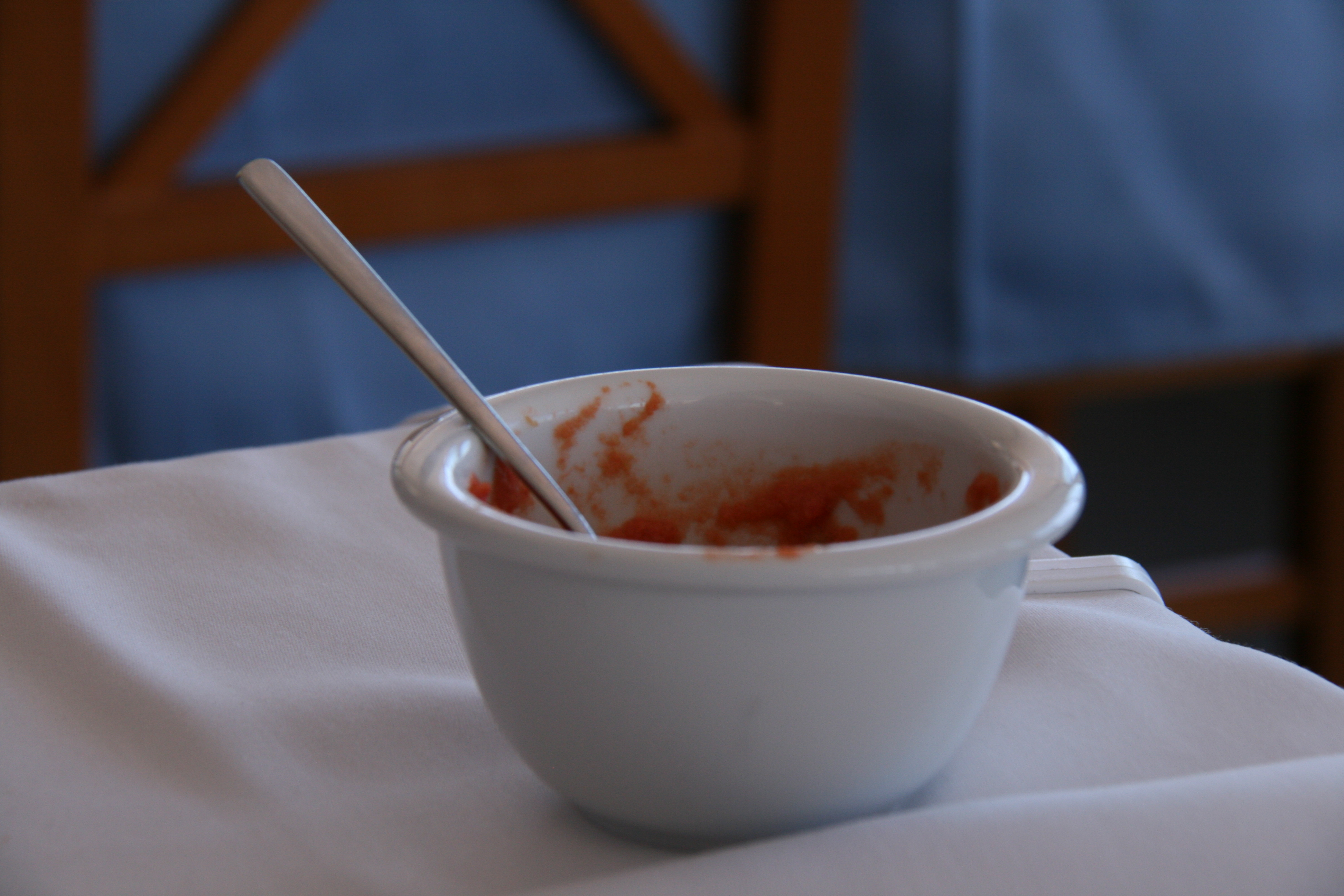
avec ou sans coulis de tomate? les deux sont acceptés

Escoffier (1912) définit la sauce charcutière comme une sauce Robert condimentée de cornichons en julienne (sauce de base dont il donne 2 recettes) qui est une réduction d'oignons mouillée de vin blanc et de demi-glace, réduite et moutardée. Prosper Montagné (1941) reprend une recette comparable, moutardée, comme Michel Maincent-Morel (2015), toujours sans coulis de tomate,.  
Reste que la sauce charcutière au coulis de tomate se rencontre durablement, Austin de Croze la décrit comme une sauce piquante (base d'échalote, vin blanc, vinaigre) au coulis de tomates fraiches ou en conserve,. En ce sens, elle est aussi classée comme déclinaison de la sauce espagnole (avec tomate), la sauce charcutière «l'arrière-petite-fille de l'espagnole» écrit le chef Nosey (2021),. Jean-François Mallet (2020) qui met 2 cuillerées de moutarde n'hésite pas à mettre autant de coulis de tomate que de vin blanc. 
La même chose peut se dire du vinaigre qui apparait ou non dans le fond de sauce selon les auteurs.  

### sans câpres
Les câpres ne se rencontrent que dans les recettes superlatives, dans les recettes classiques le cornichon confit au vinaigre se suffit à lui-même. Les variantes extrêmes des sauces charcutières revisitées se font aussi aux olives, à l'ail, etc. 

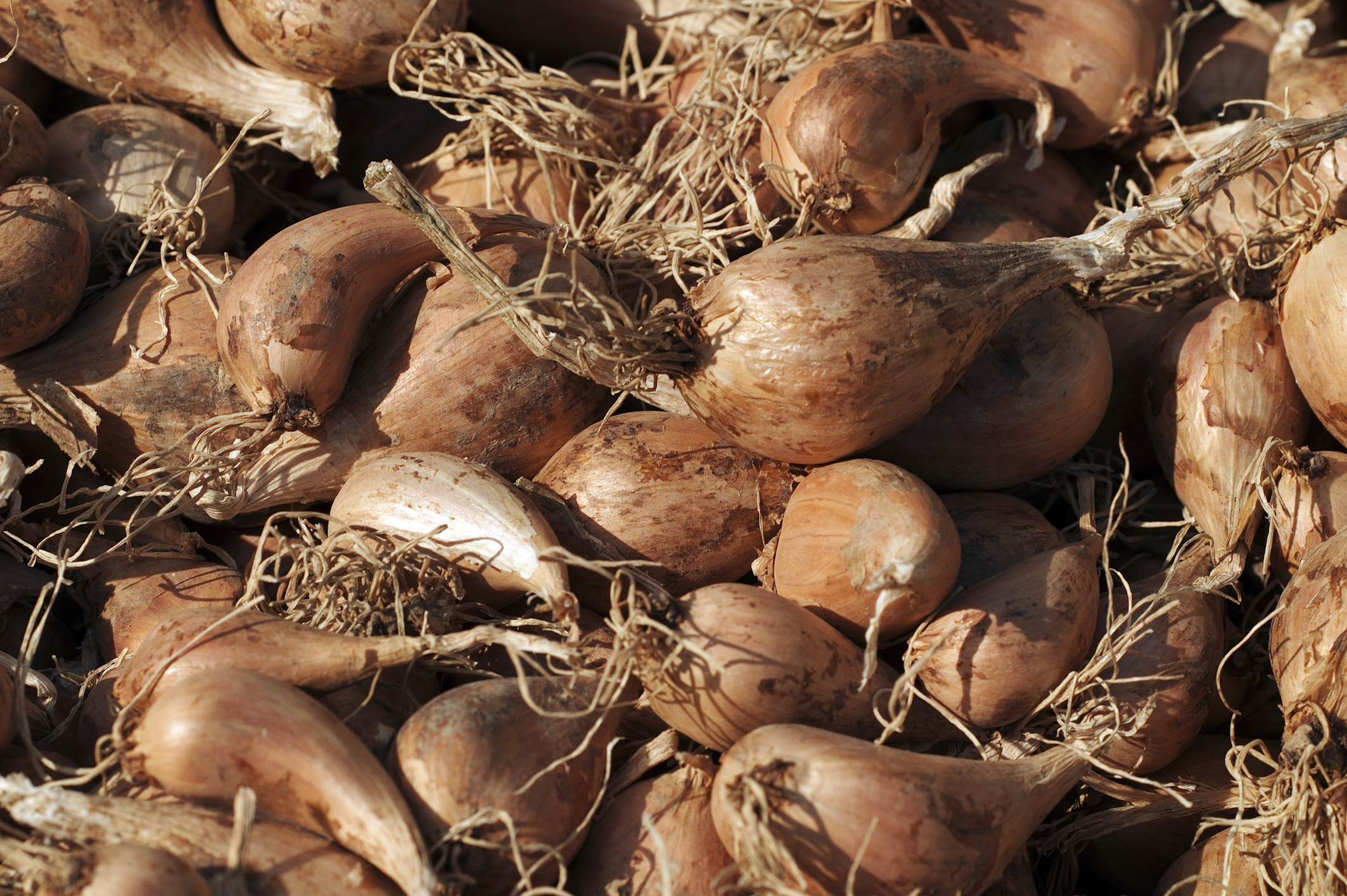
L'échalote (grise) dispute à l'oignon le fond de sauce

### avec ou sans échalote
Oignon ou échalote, l'un ou l'autre sont admis.

### une prédilection pour le porc
Historiquement elle accompagne majoritairement le porc (côtes, filet, jarret, etc.) qu'il soit grillé, braisé, sauté, rôti, poché, fumé y compris le porc noir et chez les contemporains le boudin blanc fermier ou le porc bio,,,. Elle ne dédaigne pas le bœuf (la langue de bœuf, langue de veau) et la purée de pomme de terre quelle que soit la viande,,,,. 
The Professional Chef du Culinary Institute of America (2011) décrit l'apport de la sauce charcutière sur les viandes grasses: «Cette sauce est piquante et savoureuse, servie avec le porc son côté incisif introduit un contrepoint gouteux qui coupe la grasse richesse de la viande et provoque un contraste plaisant non choquant pour le palais...». 
Fernand Rauzéna (1952) dans ses menus du chef des Garre a inventé (légumes du second service) les crosnes du Japon à la sauce charcutière. 

## Que boire avec la sauce charcutière?
La sauce charcutière, sans doute à cause de la note vinaigrée du cornichon ou du fond de sauce est délicate à accompagner, elle n'appelle pas un vin type. La rare littérature sur le sujet donne majoritairement des vins rouges et rosés solides (Languedoc, Rhône, Douro), alors qu'on aurait pu s'attendre aux blancs secs qui entre dans sa composition,,. A New-York, Daniel Boulud (1999) choisi un rouge de Montlouis sec avec ses Saint-Jacques et pommes de terre sauce charcutière.  Le Maître de chai (2013) un Château Rigaud Puisseguin Saint-Emilion (merlot/cabernet-franc) avec un foie de veau sauce charcutière.  

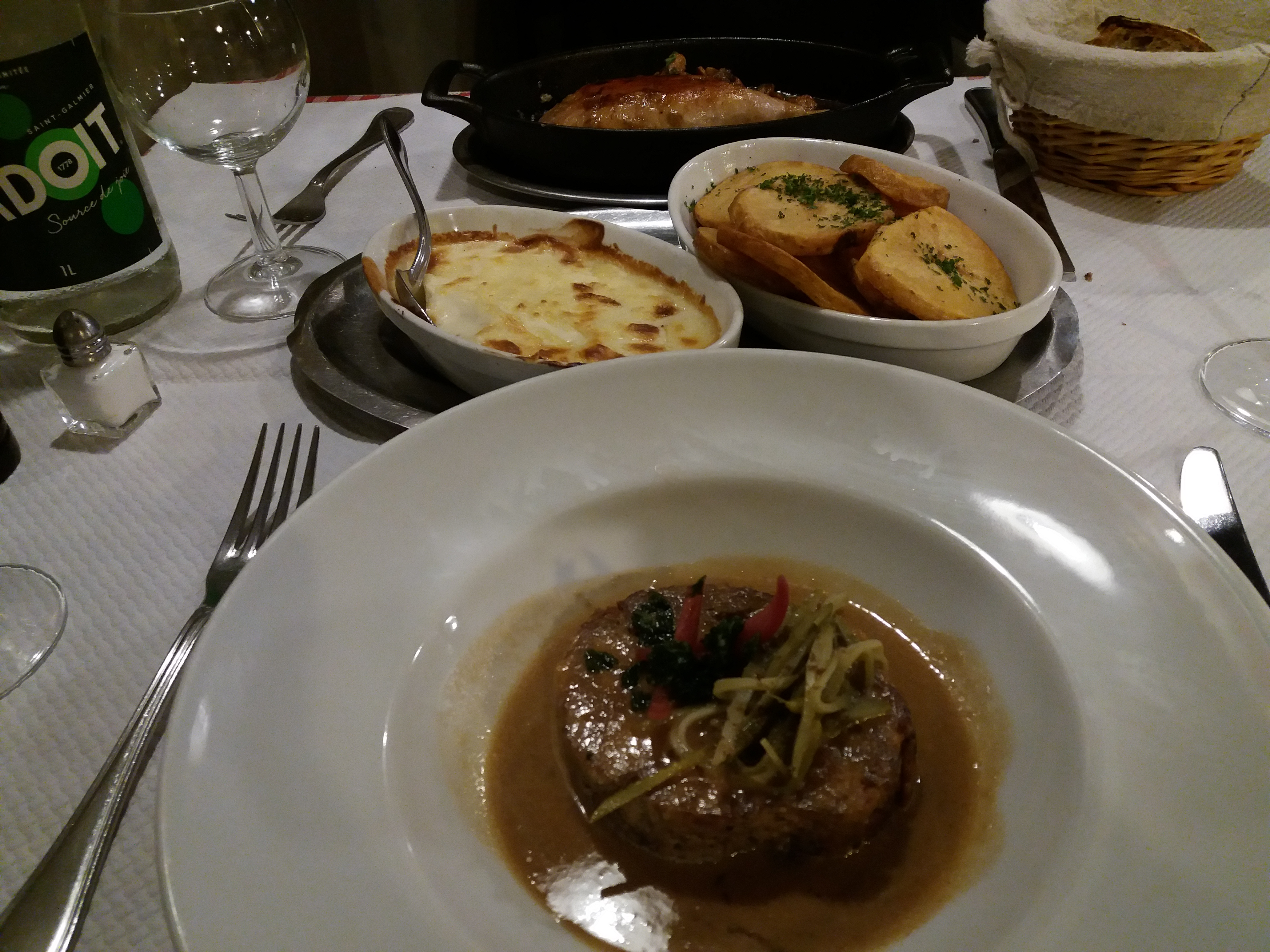
Collier de porc charcutière (à Lyon) avec de l'eau de Badoit

## Anthologie
- Le Journal du 28 février 1939. Publicité pour le Digestif Rennie [60].

« Pour un rien, ce client avait l'estomac ballonné. Le garçon ne prenait même plus la peine de vérifier son addition. Il acceptait, les yeux fermés, les six francs cinquante de l'éternelle purée et de l'eau minérale traditionnelle. Mais, un jour, cela changea. Le client commanda un confortable repas : melon, côte de porc charcutière, choux-fleurs, roquefort, beignets de pommes. Et il le digéra sans la moindre difficulté, simplement parce qu'il avait sucé tout de suite après deux pastilles de Digestif Rennie. Suivez son exemple. N'attendez pas davantage pour adopter le Digestif Rennie qui facilite admirablement le travail de l'estomac. Il supprime radicalement pesanteur, crampes, brûlures, aigreurs, renvois et procure des digestions faciles et agréables. »

- Le Franc-tireur, édition de Paris, 14 septembre 1946 sous le titre Tradition pas morte[61]

« Si l'on n'a pas encore revu, depuis la guerre le petit pâtissier avec sa corbeille sur la tête, non plus que le petit mitron qui mitronnait des pains d'un rond, j'ai reçu, ce matin, un petit choc au cœur en croisant dans la rue un «gâte-sauce». Oui, un gâte-sauce: ce petit apprenti charcutier-cuisinier encore en culotte courte sous un grand tablier blanc, et qui allait livrer à domicile ses fameuses côtes charcutières à la sauce tomate avec des cornichons dans un bain-marie de nickel étincelant. 0 petit garçon! tu ne peux pas savoir le flot de souvenirs que ta rencontre a fait lever en moi. »